# 石川松太郎 (DIYアドバイザー)
石川 松太郎（いしかわ まつたろう, 1929年（昭和4年）- 2013年（平成25年））は、日本のDIYアドバイザー。東京都出身、石川松太郎研究所所長。日本ドゥ・イット・ユアセルフ協会参与、通商産業省DIY産業振興対策委員会医員を歴任。

## 出演番組
- NHKラジオ第一「こんにちはラジオセンター・住まいの電話相談」
- 静岡けんみんテレビ「住まいの110番」
- テレビ朝日「すぐやる住まいの110番」

## 著書
- 家庭大工の百科（1976年、小学館 ISBN 4-09-303013-8）
- 朝日ブックレット　住まいのDIYなんでも相談（1983年9月、朝日新聞社、ISBN 4-02-268014-8）
- 朝日ブックレット　住まいのDIYなんでも相談 Part2（1984年9月、朝日新聞社、ISBN 4-02-268037-7）
- NHK暮らしの電話相談 「住まい」手入れのコツとアイデア（1991年12月、日本放送出版協会、ISBN 4-14-011062-7）
- 自分でできる住まいの手入れ（1994年7月、講談社、ISBN 4-06-206928-8）